# Paméla ou la Vertu récompensée
Pour les articles homonymes, voir Pamela.
 (juin 2016).
Si vous disposez d'ouvrages ou d'articles de référence ou si vous connaissez des sites web de qualité traitant du thème abordé ici, merci de compléter l'article en donnant les références utiles à sa vérifiabilité et en les liant à la section « Notes et références ».
Pamela, ou la vertu récompensée, Pamela, or Virtue rewarded en anglais, est un roman épistolaire de Samuel Richardson en 1740.
Pamela a dû sa popularité à deux raisons principales : d'une part, il y est question d'ascension sociale, et d'autre part, la forme adoptée par l’auteur, qui est celle de lettres écrites par les personnages eux-mêmes, au plus fort de leurs passions, de leurs épreuves, de leurs danger — avec tous les inconvénients de cette manière artificielle, ses invraisemblances, ses longueurs, mais aussi avec cet avantage que le lecteur se trouve placé en rapport immédiat avec les personnages, qu’il vit dans leur intimité, connaît jusqu’à leurs plus secrètes pensées.
La nature édifiante de l’histoire a assuré un très grand succès d’édition à l’ouvrage. L’efficacité de la forme épistolaire, innovation qui était une source de grande fierté pour Richardson, qui dévoile l’intrigue au travers des lettres rédigées par la protagoniste, a en outre contribué à rendre l’histoire acceptable à la bourgeoisie du XVIIIe siècle. Pamela a ainsi contribué à réinventer un genre littéraire dont la réputation avait fini par devenir fort incertaine.
Nombre de lecteurs de l’époque furent toutefois choqués par les scènes les plus osées et par quelques comportements discutables des personnages de Pamela ; il était facile, par exemple, de considérer l’héroïne comme une jeune intrigante qui tente d’atteindre un statut social plus élevé en se faisant épouser par un noble. Les opposants au sentimentalisme exagéré de Pamela eurent beau jeu de dénoncer l’usage du moralisme véhiculé par l’ouvrage comme caution agissante d’un exemple de prostitution légalisée. 
Pamela a beaucoup été raillé alors pour sa licence et son succès inspira nombre de parodies, dont deux de Henry Fielding : la première, anonyme, Shamela, censée révéler l’identité réelle de Pamela, écrite dans la même forme épistolaire que l’original et, la seconde, Joseph Andrews, où Fielding imagine à Paméla un frère, aussi chaste qu’elle, et qui résiste avec la même vertu à de coupables avances. Eliza Haywood s’est également mise de la partie avec un de ses romans les plus connus, Anti-Pamela (1741). Si Justine ou les Malheurs de la vertu du Marquis de Sade (1791) n'est pas à proprement parler une parodie du roman de Richardson, dont il n'imite pas la forme épistolaire, son titre peut néanmoins être lu comme une référence délibérée quasiment explicite à valeur programmatique, annonçant une antithèse de Pamela.

## Résumé
Pamela Andrews est une humble et honnête jeune fille de 15 ans qui travaille comme domestique pour Mme B., une riche propriétaire. Après la mort de sa mère, le fils de la maison essaye de la séduire, mais elle résiste. Il la force à vivre chez une femme méchante qui la bat, et tente à nouveau d'abuser d'elle. Touché par la lecture de son journal secret, il finit par l’épouser. Dans la deuxième partie du roman, Pamela essaie de s’adapter à la société bourgeoise et d’établir un rapport réussi avec B.

## Réception

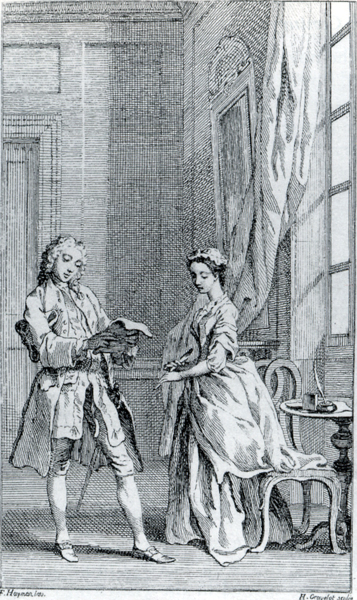
M. B. interceptant la première lettre de Pamela à sa mère (gravure de l'édition de 1742).

Le titre original programmatique est : Pamela: or, Virtue rewarded. In a series of familiar letters from a beautiful young damsel to her parents. Now first published in order to cultivate the Principles of Virtue and Religion in the Minds of the youth of both sexes.
Pamela a connu le plus gros succès de librairie de son temps. Non seulement l’ouvrage fut lu par d’innombrables lecteurs, mais il fut également lu à voix haute à des groupes. Par exemple, un apprenti achetait ou empruntait le roman et le lisait à voix haute aux autres tandis qu’ils travaillaient. Il a été également intégré, pour servir d’exemple, à des sermons. Il a même suscité la création d’accessoires tels que tasses ou éventails illustrées avec des thèmes de l’ouvrage.
En 1742, le peintre Francis Hayman et le graveur Hubert-François Gravelot, s'associèrent pour produire la première édition illustrée de Pamela. Elle fut suivie, en 1744, par celle de Joseph Highmore, une suite de douze peintures gravées par deux français (Guillaume-Philippe Benoist et Louis Truchy), une édition qu'admirait Richardson.
Le succès de Pamela le fit bientôt porter à la scène tandis que François-Alexandre de La Chenaye-Aubert, puis l’abbé Prévost en assurait la traduction en français. 
En Italie, Pamela a été adapté par Pietro Chiari et Carlo Goldoni. En France, Louis de Boissy donna un Paméla ou la Vertu mieux éprouvée, comédie en vers et en 3 actes (Comédiens italiens ordinaires du Roi, 4 mars 1743). Nicolas François de Neufchâteau a donné une Paméla, ou la Vertu récompensée, comédie en 5 actes, en vers (Comédiens Français, 1er août 1793). Robert-Martin Lesuire a imité l’ouvrage avec la Paméla française, ou Lettres d’une jeune paysanne et d’un jeune ci-devant, contenant leurs aventures (Paris, les marchands de nouveautés, an XI).

## Édition moderne
- Paméla ou la Vertu récompensée trad. par l'abbé Prévost, Bordeaux, Ducros, 1970

## Œuvres entretenant une relation transfictionnelle
- Shamela, An Apology for the Life of Mrs. Shamela Andrews, in which the many notorious falsehoods and misrepresentations of a book called Pamela are exposed, ou Éloge de la vie de Mme Shamela Andrews, dans lequel sont révélés les nombreuses faussetés et fausses déclarations notoires d'un livre nommé Pamela en anglais, roman satirique publié en avril 1741, par Henry Fielding sous le pseudonyme de M. Conny Keyber. Il s'agit d'une parodie du Paméla de Richardson.
- The Anti-Pamela; or Feign'd Innocence Detected, ou Anti-Pamela, ou la Fausse innocence découverte, roman satirique par Eliza Haywood parodiant également Paméla.

## Œuvres liées
- La Déroute des deux Pamela (Godard d'Aucour / Daucour, Blaise), Paris, Pissot, Veuve de Noël, 1744.
- Paméla en France ou la vertu mieux éprouvée (Boissy), Paris, Clousier, Jacques, 1745.
- Paméla ou La Vertu récompensée, comédie en cinq actes de François de Neufchâteau, contenant des stances à Carlo Goldoni, Paris, Barba, au Magasin de pièces de théâtre, rue des Arts, 1793.
- La Paméla française, ou Lettres d’une jeune paysanne et d’un jeune ci-devant, contenant leurs aventures. Robert-Martin Lesuire, Paris, Les marchands de nouveautés, an XI.
- Another Pamela or The True Vertue Still Rewarted, Upton Sinclair, 1950 (Pamela, traduction française  Del Duca 1950).